# شاکویتسه
شاکویتسه (به لاتین: Šakvice) یک منطقهٔ مسکونی در جمهوری چک است که در ناحیه برتسلاو واقع شده‌است. شاکویتسه ۱۱٫۹۲ کیلومتر مربع مساحت و ۱٬۳۶۹ نفر جمعیت دارد و ۱۸۷ متر بالاتر از سطح دریا واقع شده‌است.